# Those Love Pangs
Those Love Pangs (Jes, rival de Charlot o Charlot, rival de amor) es un cortometraje estadounidense con dirección y actuación de Charles Chaplin. Fue estrenado el 10 de octubre de 1914. 

## Sinopsis
Charlot y su rival Joseph compiten por los favores de la dueña de casa. Luego ambos están en el parque y Joseph parece tener éxito con una joven. Por su parte Charlot pone su empeño en otra pero resulta que espera a su galán y, apenado, quiere arrojarse al agua pero un policía se impide. Más tarde encuentra a las dos jóvenes con Joseph: nuevo alboroto, las bellas se refugian en un cine y Charlot se les une, pero se produce un otro alboroto más, y esta vez dentro del cine.

## Reparto
- Charles Chaplin - Alborotador
- Chester Conklin (1886 - 1971) - Rival
- Cecile Arnold (1891 o 1895 – 1931) - Rubia
- Vivian Edwards (1896 – 1949) - Morena

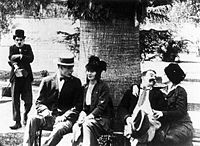
Chaplin, Vivian Edwards, Ch. Conklin y Cecile Arnold.

## Crítica
La historia está bastante bien construida, y las actuaciones son empeñosas. Algunas escenas a señalar son las del primer desencanto amoroso de Charlot y sobre todo la pantomima dentro del cine en la cual Charlot con una joven en cada brazo se expresa con los pies. Es uno de los primeros efectos de este género que anuncia la partición del portafolio de A Dog's Life y el combate de David de The Pilgrim. El fin es hermoso, con la cabeza de Charlot asomando en la pantalla desgarrada como el aro de papel de El circo.